# Гута-Шкляна (Великопольське воєводство)
Гута-Шкляна (пол. Huta Szklana, нім. Glashütte) — село в Польщі, у гміні Кшиж-Велькопольський Чарнковсько-Тшцянецького повіту Великопольського воєводства.
Населення — 421 особа (2011).
У 1975-1998 роках село належало до Пільського воєводства.

## Демографія
Демографічна структура станом на 31 березня 2011 року:
|          | Загалом | Допрацездатний вік | Працездатний вік | Постпрацездатний вік |
| -------- | ------- | ------------------ | ---------------- | -------------------- |
| Чоловіки | 215     | 54                 | 144              | 17                   |
| Жінки    | 206     | 38                 | 131              | 37                   |
| Разом    | 421     | 92                 | 275              | 54                   |